# Garretts Mill
Garretts Mill – jednostka osadnicza w Stanach Zjednoczonych, w stanie Maryland, w hrabstwie Washington.